# Conflitto etnico

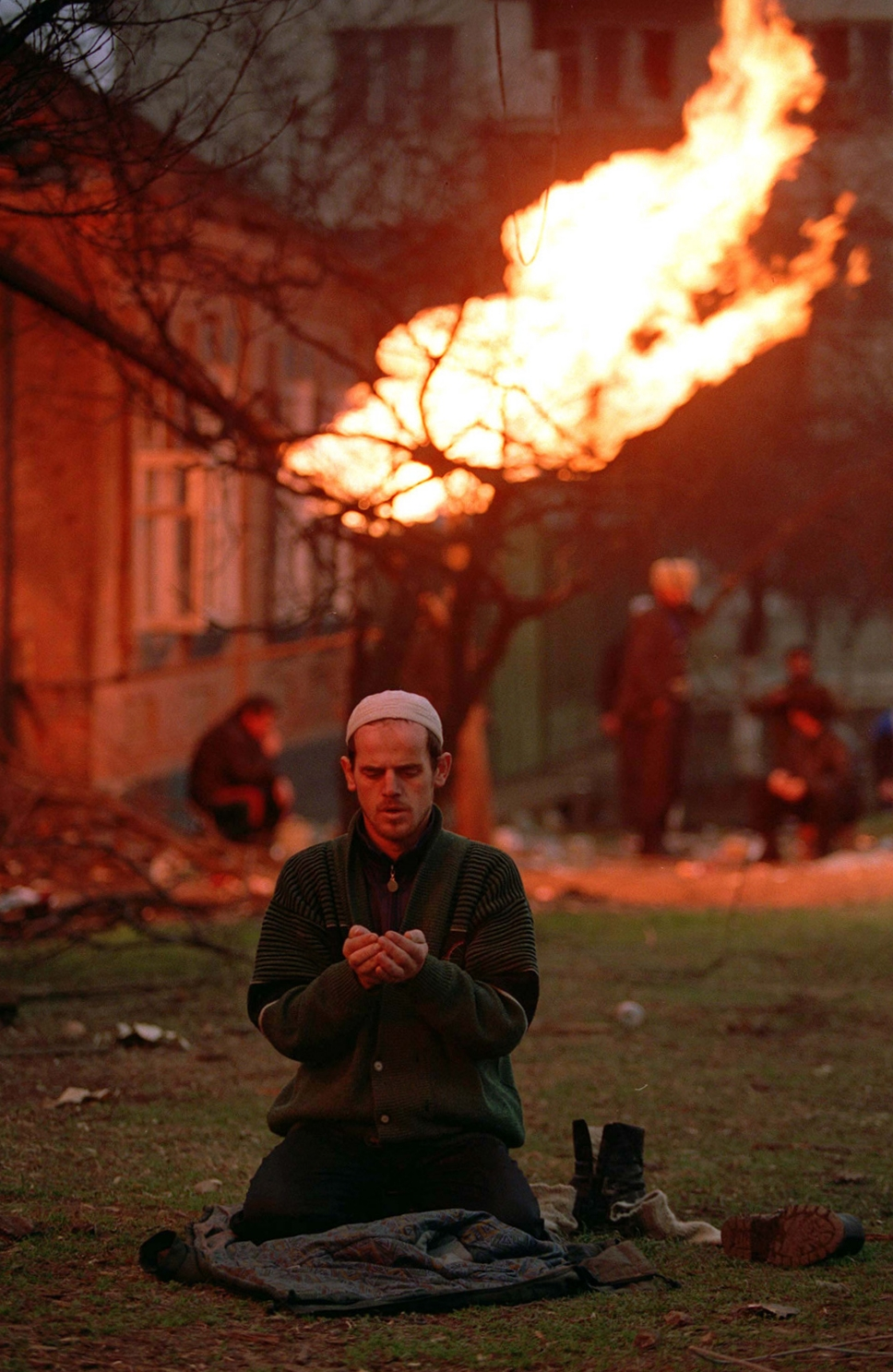
"Чеченская молитва" (predicatore ceceno) di Mikhail Evstafiev, opera fotografica che rappresenta un uomo ceceno intento a pregare nel corso della battaglia di Grozny nel 1995.

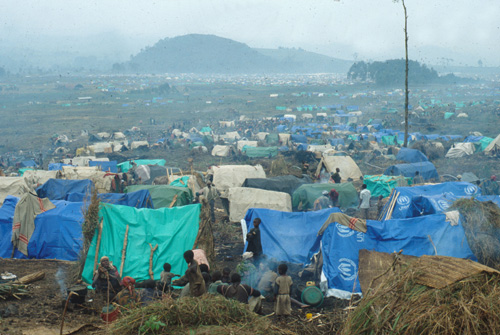
Un campo profughi per sfollati di etnia Tutsi in Zaire dopo il Genocidio del Ruanda del 1994

Un conflitto etnico è un conflitto tra due o più gruppi etnici contendenti. Se le fonti del conflitto possono essere di natura politica, sociale, economica o religiosa, gli individui coinvolti nel conflitto devono espressamente combattere per la posizione del proprio gruppo etnico. Questo criterio ultimo differenzia i conflitti etnici da altre forme di conflitto.
Un conflitto etnico non necessariamente deve essere violento. In una società multietnica dove la libertà di parola viene tutelata, un conflitto etnico può essere affrontato quotidianamente con metodi democratici. Ad esempio i conflitti etnici possono talvolta essere risolti con metodi non violenti perché si possa trovare un accordo tra i gruppi coinvolti. Ad ogni modo, l'oggetto della contesa deve essere, direttamente o simbolicamente, collegato ad un gruppo etnico preciso. Nelle ricche democrazie multietniche, questi conflitti sono spesso istituzionalizzati e "canalizzati nei parlamenti, nelle assemblee e nella burocrazia attraverso dimostrazioni e scioperi non-violenti." Se i paesi democratici non riescono spesso ad evitare che un conflitto etnico sfoci in episodi violenti, i conflitti etnici istituzionalizzati assicurano che i vari gruppi etnici possano articolare le loro proposte e richieste in maniera pacifica, il che riduce sensibilmente l'uso della violenza. Sull'altro fronte, nei sistemi autoritari, le minoranze etniche sono spesso incapaci di esprimere il loro punto di vista al punto da poter poi esplodere violentemente dopo anni di repressione. La pace etnica viene quindi caratterizzata dall'assenza di violenza, ma non dall'assenza di un conflitto. Un'altra conseguenza è che la violenza delle ribellioni etniche spesso riesce a portare al riconoscimento dei diritti politici di gruppi precedentemente marginalizzati.
Le spiegazioni accademiche di un conflitto etnico spesso hanno tre scuole di pensiero: il primordialismo, lo strumentalismo ed il socio-costruttivismo. Recentemente diversi sociologi hanno proposto possibili spiegazioni e soluzioni al tema dei conflitti etnici nel mondo. Il dibattito intellettuale si è focalizzato in particolare al fatto che i conflitti etnici siano aumentati particolarmente dopo la fine della guerra fredda, col crescere del consociativismo e del federalismo.

## Teorie delle cause
Le cause di un conflitto etnico sono dibattute da politologi e sociologi. Le spiegazioni hanno solitamente trovato tre scuole di pensiero accademiche: i primordialisti, gli strumentalisti ed i costruttivisti.

### I primordialisti
I sostenitori del primordialismo hanno evidenziato che i "gruppi etnici e nazionalisti esistono perché vi è la tradizione di credere che vi sia un oggetto primordiale come ad esempio delle caratteristiche biologiche o una particolarità in un certo territorio". I primordialisti si sono concentrati sui forti legami tra i membri di un medesimo gruppo etnico. Donald L. Horowitz ha notato come la parentela "renda possibile ai gruppi etnici il considerarsi come grandi riunioni di famiglia".
Clifford Geertz, uno dei fondatori della teoria del primordialismo, ha notato come ogni persona ha una connessione naturale per parentela con qualcun altro. Col tempo e nei conflitti i legami di un medesimo gruppo etnico coi suoi stessi membri diviene più forte. Per questo motivo, se consideriamo una società multietnica, comprendiamo come il conflitto etnico in essa sia inevitabile tra gruppi col medesimo comportamento anche se su fronti opposti.
Un certo numero di politologi ha suggerito che le cause di un conflitto etnico non coinvolgano di per sé l'etnicità, ma piuttosto una serie di fattori istituzionali, politici ed economici. I sostenitori di questa tesi hanno suggerito come il concetto di guerra etnica sia da ritenersi ingannevole perché porta alla conclusione essenzialista che certi gruppi siano obbligati a combatterne degli altri anche se i contrasti spesso avvengano a causa di precise decisioni politiche.
I primordialisti non tengono conto delle variazioni spazio-temporali nella violenza etnica. Se questi "antichi sentori" appaiono sempre presenti nella coscienza di un popolo, i gruppi etnici si sentono rafforzati nell'usare la violenza. Ad ogni modo, la violenza etnica si presenta sempre in maniera sporadica. Ad esempio, Varshney ha evidenziato come negli anni '90 in Jugoslavia fosse scoppiato un conflitto etnico che era perdurato già nei decenni precedenti al collasso dell'URSS.
I primordialisti hanno riformulato oggi l'idea degli "antichi sentori" e si sono focalizzati più sul ruolo della natura umana. Peterson ha evidenziato come l'esistenza di odio e animosità siano un elemento storico importante: "Se un "antico odio" significa un odio consumato giornalmente da una gran massa di persone, questi "antichi odi" non hanno senso. Ma se invece questi divengono uno "schema" che guida le azioni in alcune situazioni, questa concezione deve essere presa molto più seriamente."

### Gli strumentalisti
Anthony Smith ha notato come la teoria degli strumentalisti "prese piede tra gli anni '60 e '70 del Novecento negli Stati Uniti, nel bel mezzo del dibattito tra la persistenza etnica (dei bianchi) in quella che era divenuta una melting pot". Questa nuova teoria ha tentato di spiegare i conflitti etnici come azioni derivate dai capi che li guidano, "che usano i loro gruppi culturali o siti di mobilitazione di massa o costituenti governativi per la loro competizione per il potere e per il possesso di risorse". In questa teoria, l'etnicità e la razza sono visti come strumenti per raggiungere un preciso scopo finale.
L'etnicità è vista dunque come una percezione e come non cruciale dagli strumentalisti. Gli studiosi di questa scuola di pensiero generalmente non si oppongono al fatto che le differenze etniche giochino un ruolo fondamentale in molti conflitti, ma semplicemente riportano che queste non siano sufficienti a spiegare l'origine di un conflitto.
Le mobilitazioni di massa di gruppi etnici possono aver successo solo se vi sono delle differenze etniche latenti da poter mettere in piazza, altrimenti i politici non hanno modo di appellarsi a questioni economiche o ideologiche. Inoltre imprenditori etnici o altri tipi di élite possono cercare di mobilitare dei gruppi etnici per ottenere il loro supporto politico negli stati democratici. I teorici strumentalisti enfatizzano questa interpretazione degli stati etnici nei quali un gruppo etnico viene promosso a spese di altre etnicità.
Ancora oltre, la mobilitazione di masse etniche può essere piagata da problemi di azione collettiva, in particolare se le proteste etniche portano alla violenza. Gli studiosi strumentalisti hanno tentato di rispondere a questo problema; ad esempio Hardin ha sostenuto che la mobilitazione etnica va incontro a problemi di coordinazione e non tanto di azione collettiva. Egli identifica il capo carismatico come punto focale attorno al quale i membri di un gruppo etnico si ritrovano. L'esistenza di un attore aiuterebbe a comprendere anche le contrapposizioni con altri gruppi e altri capi.

### I costruttivisti
Un terzo gruppo, quello dei costruttivisti, ha evidenziato la necessità dell'importanza di gruppi etnici di natura sociale costruita, basandosi sul concetto espresso da Benedict Anderson della comunità immaginata. I proponenti di questo punto di vista citano il Ruanda come un esempio in quanto la distinzione Tutsi/Hutu venne codificata dall'impero coloniale belga negli anni '30 del Novecento sulla base delle proprietà di bestiame, delle caratteristiche fisiche e dei resoconti delle chiese. Le carte d'identità vennero concesse sulla base di queste caratteristiche, e questi documenti giocarono un ruolo chiave nel genocidio del 1994.
Secondo alcuni la teoria costruttivista non sarebbe in grado di spiegare le variazioni locali e regionali della violenza etnica. Ad esempio, Varshney ha evidenziato come negli anni '60 del Novecento la "violenza razziale negli Stati Uniti fosse concentrata prevalentemente nelle città del nord; le città del sud, seppur direttamente coinvolte a livello politico, non presentarono scontri".
Nella sua opera The Geography of Ethnic Violence, ad esempio, Monica Duffy Toft mostra come la presenza nel territorio di identità socialmente costruite, di leader carismatici siano precedenti rispetto all'arrivo della violenza. Secondo alcuni il costruttivismo sarebbe la soluzione adeguata a comprendere il problema dei conflitti etnici, dal momento che "i puri essenialisti ed i puri strumentalisti non esistono più oggigiorno".

## Studi del mondo dopo la Guerra Fredda
La fine della Guerra Fredda ha acceso l'interesse su due importanti questioni sui conflitti etnici: dove vi è un conflitto etnico si può verificare la violenza che può sfociare anche in una violenza su vasta scala (studi di sicurezza, studi strategici, politica mondiale).
Uno dei punti più dibattuti relativo ai conflitti etnici è se essi siano aumentati o meno dopo la fine della Guerra Fredda. Alla fine del conflitto, infatti, studiosi come Samuel P. Huntington e Robert D. Kaplan avevano predetto la proliferazione di conflitti alimentati dallo scontro delle civiltà, dal tribalismo, dalla scarsità delle risorse e dalla sovrappopolazione.
Il periodo successivo alla Guerra Fredda vide un gran numero di movimenti secessionisti, in particolare negli stati comunisti. I conflitti che coinvolgevano movimenti secessionisti si presentarono nell'ex Jugoslavia, nella Transnistria in Moldavia, tra gli armeni in Azerbaigian, tra gli abkhazi e gli osseti in Georgia. Al di fuori del blocco comunista, vi furono delle tendenze etno-separatiste nel medesimo periodo in aree come lo Sri Lanka, la Papua occidentale, il Chiapas, Timor Est, i Paesi Baschi, la Catalogna, il Sudan del Sud e tra i talebani dell'Afghanistan.
Secondo alcuni teorici, questi movimenti non rappresentarono un'incidenza di conflitto etnico, dal momento che le guerre sussidiarie combattute durante la Guerra Fredda come conflitti etnici erano divenuti i punti chiave del conflitto stesso. Le ricerche hanno mostrato come la caduta del comunismo e l'incrementare del numero degli stati capitalisti venne accompagnato dal declino della guerra totale, delle guerre etniche, delle guerre rivoluzionarie e del numero di rifugiati di guerra. Indeed, some scholars have questioned whether the concept of ethnic conflict is useful at all. Altri hanno supportato la tesi secondo la quale l'idea dello "scontro di civiltà" non sarebbe da ritenersi valida in questi contesti perché dopo la Guerra Fredda è divenuto difficile parlare di "civiltà" ma più frequentemente si è parlato di gruppi etnici interni alla medesima società.
Una questione chiave affrontata dagli studiosi nel tentativo di adattare le loro teorie agli stati di violenza etnica su vasta scala è quella di considerare gli attori di un conflitto come "razionali".
Prima della fine della Guerra Fredda, il consenso comune tra gli studiosi era quello di considerare che coloro che operavano nei vari gruppi etnici fossero attori irrazionali o semi-razionali. Se questo fosse vero, non sarebbe possibile dare una spiegazione generale alla violenza etnica di un conflitto. Negli anni, invece, gli studiosi hanno preferito spostare l'idea al considerare come razionali gli attori di uno scontro, interrogandosi invece sul perché di alcune azioni apparentemente irrazionale (come, ad esempio, combattere per un territorio di poco interesse) must therefore be explained in some other way.
Uno studio sistematico del 2001 sui conflitti verificatisi dal 1948 al 1942 in 126 Paesi ha confermato che l'eterogeneità etnica non è associata a maggiori di violenza politica interna, e tuttavia l'effetto pacificatore dello sviluppo democratico è meno della metà che nelle società etcnicamente più omogenee, e addirittura minore che nelle autocrazie. L'effetto pacificatore della crescita economica è indifferenziato rispetto al tipo di società. Il legame democrazia/crescita economica con la violenza politica descrive una "U-rovesciata": è maggiore nelle democrazie giovani e nella ripresa di un'economia post-bellica, mentre tende a declinare una volta consolidato un livello stabile di diritti civili ed economici.

## Fornitura di beni pubblici
Una delle principali fonti di un conflitto etnico nelle democrazie multietniche è l'accesso ai beni statali. I conflitti sulle risorse tra gruppi etnici possono incrementare sino a divenire violenza etnica. Nelle società etnicamente divise, la richiesta di beni pubblici decresce in funzione di quanto un gruppo riesce ad ottenere per sé a scapito di altri. Questo fatto è ovviamente malvisto da chi ne ha accesso in misura minore o non ne ha affatto. I benefici possono solidificarsi nella misura in cui un gruppo se ne appropria per elevare il proprio status economico e sociale, così da poter programmare delle politiche personalizzate a scapito di altri. Sia i politici che i partiti politici, sono un incentivo a favorire la distribuzione co-etnica dei benefici. A lungo corso, i conflitti etnici portano ad una etnificazione dei partiti politici per mantenere il loro stesso equilibrio e la propria autonomia: se i politici distribuiscono i benefici su base etnica, chi li vota si vedrà appartenente ad un determinato gruppo etnico come pure i politici appartenenti a quel movimento. Questi voteranno i politici appartenenti unicamente al loro medesimo gruppo etnico. Per contro, i politici si asterranno dal favorire altre etnie non appartenenti a loro o ai loro disegni politici perché considerate non politicamente appetibili come elettorato. Nelle società democraticizzate, questo può portare alla crescita degli estremismi a sfavore di movimenti più moderati. Politica e politiche etniche si rafforzano le une con le altre, portando a ciò che Chandra ha chiamato la "democrazia di patronato".
L'esistenza di un patronato politico tra i politici locali e gruppi etnici locali hanno reso facile per i politici la mobilitazione su base etnica e l'istigare la violenza etnica per ragioni elettorali. L'esistenza di questi patronati politici ovviamente favorisce la crescita dell'odio e della violenza tra gruppi etnici.
Sebbene il collegamento tra l'eterogeneità etnica e la fornitura di beni pubblici sia generalmente teoria accettata, vi è ben poco consenso sul meccanismo casuale di queste relazioni. Per identificare le possibili cause, Humphreys e Habyarimana hanno analizzato la situazione di Kampala, in Uganda. Al contrario del credo comune e di altre situazioni nel mondo, in quel particolare frangente l'abolizione delle differenze etniche fece insorgere grossi problemi relativamente alla spartizione dei beni comuni. Humphreys e Habyarimana hanno notato quindi come la cooperazione tra co-etnici sia regolata da norme interne che sono più forti tra gli appartenenti al medesimo gruppo. L'uniformità di pensiero in questi frangenti è data spessa dalla difficoltà di chi non è d'accordo ad esprimere il proprio punto di vista di fronte alle masse prevalenti di pensiero, le quali minacciano di punire chi non la pensi come loro.

## Risoluzione dei conflitti etnici istituzionali
Un gran numero di studiosi ha tentato di sintetizzare i metodi disponibili per la risoluzione, la gestione o la trasformazione di un conflitto etnico in essere. John Coakley, ad esempio, ha sviluppato una tipologia di metodo per la risoluzione di un conflitto applicata in alcuni stati, indicata come: indigenizzazione, accomodamento, assimilazione, trasferimento della popolazione, alterazione dei confini, genocidio e suicidio etnico. John McGarry e Brendan O'Leary hanno sviluppato una tassonomia di otto soluzioni per conflitti macro-politici, che spesso agiscono tra diversi stati in combinazione talvolta tra loro. Essi includono anche metodi non moralmente accettati.
Col crescere dell'interesse nel campo del conflitto etnico, molti politologi ed analisti hanno teorizzato delle potenziali risoluzioni dei conflitti e hanno trovato le motivazioni nella politica.

### Consociativismo
Il consociativismo è un accordo di condivisione del potere che coopta i capi di gruppi etnici nel governo centrale di uno stato. Ogni nazione o gruppo etnico è rappresentato nel governo da un portavoce (o presunto tale) del gruppo. Con questo potere di parola, ogni gruppo ha potere di veto sui vari decreti di uno stato all'insegna del proprio interesse particolaristico. Prevale quindi la norma della rappresentanza proporzionale: ogni gruppo viene rappresentato nel governo da una percentuale che riflette la sua presenza demografica etnica nello stato. Secondo Arend Lijphart un governo deve essere composto da una "grande coalizione" di capi di gruppi etnici che si trovano a tavolino per trovare una risoluzione ai vari conflitti in nome dei loro rispettivi gruppi.
In teoria, questo potrebbe portare all'autogestione e nel contempo alla protezione delle identità dei differenti gruppi etnici. Molti studiosi hanno comunque fatto notare come le tensioni etniche possano sfociare in violenza etnica quando gruppi minoritari vengono minacciati da uno stato, e quando un gruppo pone un veto su un altro o su una legge ad esso sfavorevole. La Svizzera è spesso indicata come esempio di stato consociativista.
Un recente esempio di governo consociativistaè quello della Bosnia come delineato nell'Accordo di Dayton del 1995. Una presidenza tripartita venne scelta per rappresentare croati, serbi e bosniaci nello stesso stato. I presidenti a turno avrebbero gestito l'esecutivo. Molti criticarono questo compromesso in Bosnia ma questo portò alla fine delle violenze ed a una pace duratura.
Per contro a Lijphart, molti politologi ed analisti hanno condannato il consociativismo. Una delle critiche mosse è la chiusura del consociativismo nelle tensioni ed identità etniche. Questo assume caratteristiche primordiali che le identità etniche non sono soggette a cambiare. Questo impedisce ad "altri" di prendere parte al processo politico. Il determinare delle identità etniche è un modo per dividere il potere sulla base di identità fisse e persino discriminatorie. La discriminazione si rivolge anche a coloro che decidono di non aderire a una specifica identità o etnia. La stessa categorizzazione degli individui su base etnica può essere la miccia per l'accensione di conflitti.
La debolezza nel'utilizzo di identità specifiche preorganizzate ha indotto Ljiphart a pensare che l'adozione di un approccio costruttivista al consociativismo possa aumentare le possibilità di successo nella risoluzione di un conflitto etnico. L'autodeterminazione di identità etniche è più "anti-discriminatoria, neutrale, flessibile e auto-adattante." Ad esempio, in Sudafrica, il tema dell'apartheid ha portato ad una consociazione di gruppi autodeterminati. Ljiphart ha detto che ciò accade perché spesso le identità etniche appaiono "poco chiare, fluide e flessibili".
Un altro punto critico è quello di privilegiare l'identità etnica a quella personale. Howard ha indicato come il consociativismo sia una forma di etnocrazia e non una vera democrazia pluralistica. Il consociativismo dà per scontato che un politico rappresenti meglio i propri co-etnici. Questo ovviamente può portare alla polarizzazione dei gruppi etnici e la perdita dell'identità non-etnica dei partiti.
Horowitz ha fatto notare come l'esperienza stessa del voto possa essere un contrasto all'etnicizzazione dei partiti politici dal momento che il votante può scegliere una preferenza. Talvolta, come nel caso del voto disgiunto, essa può essere slegata dall'appartenenza ad un certo partito se la persona prescelta viene votata indipendentemente da esso, semplicemente perché appartenente ad un proprio gruppo etnico di appartenenza. Questo fatto costringe ancora oggi i partiti politici a realizzare i loro manifesti appellandosi ai votanti senza dividersi su base etnica.

### Federalismo
La teoria di promuovere il federalismo per evitare i conflitti etnici è stata elaborata pensando che l'autogoverno possa ridurre la "richiesta di sovranità" di certi gruppi o società intere. Hechter ha fatto notare come, in questo contesto, patrimoni comuni come la lingua, l'educazione e la burocrazia debbano essere concessi come beni locali, anziché statali, di modo da dare maggiore soddisfazione ai vari gruppi etnici. Alcuni analisti politici come Stroschein hanno contestato il fatto che l'etnofederalismo, o federalismo etnico, sia "asimmetrico" dal momento che si oppone ad una devoluzione egualitaria dei poteri rispetto agli stati federali non etnici, come ad esempio gli Stati Uniti. In questo senso, speciali privilegi vengono garantiti a specifiche minoranze come concessioni o incentivi per porre fine alle violenze o ammutolire i conflitti.
L'Unione Sovietica aveva diviso la propria struttura in una serie di sub-stati etnofederali chiamati Repubbliche dell'Unione. Ciascun sub-stato veniva nominato sulla base di una minoranza etnica che lo dominava e che abitava l'area, comportamento inteso come un modo per sovieticizzare i sentimenti nazionalisti. Brubaker ha asserito che queste repubbliche titolari fossero formate di modo da assorbire le potenziali élite dei movimenti nazionalisti che potevano opporsi al potere centrale dell'URSS, incentivandone invece la loro lealtà all'interno della struttura politica sovietica.
Per questo il federalismo concentra la propria devoluzione dei poteri in materie locali, così da poter sconfiggere i problemi che localmente creano contrasti etnici. Il federalismo porta le élite e gli imprenditori etnici al centro del potere dello stato, prevenendo così delle rivolte "dall'alto".
Ad ogni modo, dopo la caduta dell'Unione Sovietica molte criticità si presentarono nel federalismo come istituzione per risolvere i conflitti etnici presentatisi. La devoluzione dei poteri rispetto allo stato centrale aveva indebolito i legami stessi con lo stato centrale. Questo aveva portato in alcuni casi anche alla secessione dallo stato centrale. Dal momento che non tutti gli stati potevano ad ogni modo dirsi intenzionati a cedere parte dei loro territori statali a minoranze interne, da qui derivò l'uso della violenza etnica.
Altro motivo di scontro nel federalismo è che se una élite è al potere, altre élite ne sono escluse. Questa competizione tra élite ovviamente destabilizza il potere della struttura politica dello stato. Secondo V.P. Gagnon questa fu la causa della violenta disgregazione dell'ex Jugoslavia in una serie di sub-stati su base etnofederale.

### Autonomia non territoriale
Una recente teoria per la risoluzione dei conflitti etnici è quella dell'autonomia non territoriale o ANT. L'ANT è emersa negli ultimi anni come soluzione alternativa alle tensioni etniche in luoghi che sono o possono essere terreno di conflitto. Per questa ragione l'ANT è stata spesso preferita al consociativismo. L'ANT, conosciuta anche come autonomia non culturale (ANC), è basata sulla differenza tra jus soli e jus sanguinis, i principi territoriali contro quelli personali. Essa da il diritto ad alcuni gruppi etnici di autogovernarsi e gestire alcune materie per loro potenzialmente importanti come l'educazione, la lingua, la cultura, gli affari interni, la religione e la stabilità delle istituzioni interne. Per contrasto al federalismo, i gruppi etnici non sono titolari di un sub-stato, ma piuttosto i gruppi etnici sono dispersi nell'unità dello stato. I loro diritti di gruppi e di autonomia non sono ristretti ad un particolare territorio all'interno dello stato, di modo da non indebolire la struttura centrale dello stato con un etnofederalismo.
Le origini della ANT si possono trovare nell'opera marxista di Otto Bauer e Karl Renner. L'ANT è stata impiegata nel periodo interbellico, e la Lega delle Nazini ne ha fatto una propria bandiera per proteggere le minoranze nazionali nei nuovi stati formatisi. Negli anni '20 del Novecento, ad esempio, l'Estonia fece alcune concessioni culturali di autonomia ai tedeschi ed agli ebrei presenti nello stato per derimere i conflitti nel nuovo stato indipendente.
In Europa, il Belgio in particolare ha applicato l'ANT parallelamente alle istituzioni ed ai partiti politici. In Belgio, l'ANT si è integrata con il sistema di consociazione federale dello stato. Secondo alcuni studiosi l'uso dell'ANT può favorire la creazione di gruppi con richieste identitarie.
Altri studiosi come Clarke, hanno riportato come l'uso dell'ANT possa garantire in uno stato il rispetto di alcuni principi universali: la Rule of Law, il rispetto dei diritti dell'uomo e la garanzia data dallo stato alle minoranze a livello di lingua, religione, pratiche legate al cibo e la creazione di leggi anti-discriminatorie atte a difendere tali diritti. Nessun individuo, dunque, può essere forzato ad essere membro, identificarsi o enfatizzare una particolare identità (sia essa di razza, di genere, di sessualità, ecc.) senza tener presente i propositi dell'ANT.
Clarke ha comunque criticato alcune debolezze dell'ANT in materia ad esempio di educazione che deve essere attentamente bilanciata tra le norme della società ed i valori comunitari locali, così come attenzione dev'essere prestata alle materie di leggi criminali e di pubblica sicurezza, nonché di rappresentanza politica di modo che la scelta di un individuo non sia fatta in base solo alla sua provenienza etnica.

## Critiche
Alcuni studiosi hanno messo in dubbio l'utilità scientifica e la fondatezza teorica di una nozione di conflitto etnico. Altri hanno rilevato delle contraddizioni nella teoria di Samuel Huntington sulla divisione del globo in blocchi di civiltà contrapposti (The Clash of Civilization), notando che fin dal termine della Guerra Fredda gli scontri fra civiltà non sono cresciuti in una misura correlabile con altri tipi di conflitto etnico..

Altri autori hanno proposto modelli quantitativi e predittivi dei conflitti su vasta scala fra gruppi etnici, basandoli sulle storia delle dinamiche fra Stati sovrani. Una delle questioni più importanti ha riguardato la verosimiglianza di un'ipotesi di razionalità perfetta degli attori sociali afferenti a gruppi etnici diversi, vale a dire in presenza di quali condizioni sia scientificamente lecito assimilare un gruppo etnico ad un attore razionale di tali modelli.
Fino della fine della Guerra Fredda, l'ipotesi più diffusa nel mondo accademico che era che i gruppi etnici si comportassero come attori del tutto irrazionali, o al più semi-razionali. L'apparente irrazionalità di talune scelte, come il combattere per territori di estensione potenzialità economiche trascurabili, sono state giustificate da altri fattori a modelli razionali che hanno convinto gli studiosi a mutare la propria opinione su tali fenomeni sociali.

Per questi motivi, è cresciuta significativamente la probabilità di riuscire a spiegare i conflitti etnici con una qualche teoria generali, forti della ricerca interdisciplinare della corrente comparativista con gli altri campi del sapere scientifico, che ha generato nuove e più potenti teorie